# Hemistola albifusa
Hemistola albifusa är en fjärilsart som beskrevs av Edward Alfred Cockayne 1950. Hemistola albifusa ingår i släktet Hemistola och familjen mätare. Inga underarter finns listade i Catalogue of Life.